# Fly (Kraftsportübung)
Fly oder auch Fliegende Bewegung bezeichnet eine Übung beim Krafttraining, die auf einer Flachbank liegend ausgeführt wird.
Üblicherweise werden zur Ausführung der Übung Kurzhanteln verwendet.

## Belastete Muskeln
Die Übung belastet primär die Brustmuskulatur, sekundär wird auch der Deltamuskel trainiert. Daher kann sie als Isolationsübung betrachtet werden.

## Ausführung

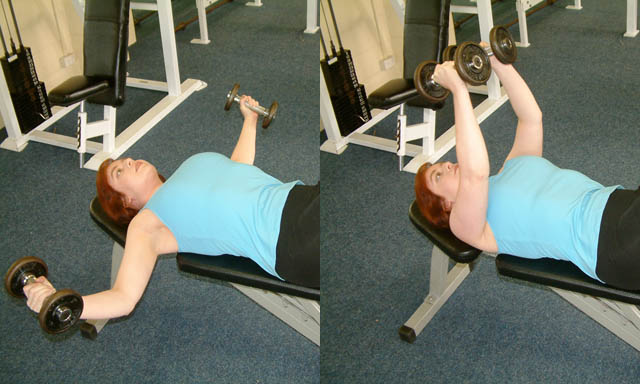
Fliegende Bewegung mit Kurzhanteln

Während der gesamten Übung werden die Arme nie durchgestreckt, die Ellbogengelenke sind also immer leicht gebeugt. Die Bewegung wird langsam und kontrolliert, niemals mit Schwung ausgeführt.

### Ausgangsposition
Auf einer Flachbank liegend sind die Arme mit den Kurzhanteln auf Brusthöhe nach oben ausgestreckt, die Füße stehen auf dem Boden, ein Hohlkreuz ist zu vermeiden.
Die Ellenbogen sind dabei leicht angebeugt, die Handinnenflächen zeigen zueinander.

### Bewegungsablauf
Langsam werden die Arme seitlich einen Bogen beschreibend abgesenkt, dabei wird die Beugung des Ellenbogens beibehalten oder leicht verstärkt. Nach Erreichen der Waagerechten werden die Hanteln wieder gehoben. Dabei werden die Ellenbogen nicht durchgestreckt, die Hanteln berühren sich nicht bei Erreichen der oberen Position.

## Varianten
Flies können auch am Kabelzug oder im Stehen mit einem Expanderseil hinter dem Rücken ausgeführt werden.